# جام جهانی بسکتبال ۲۰۰۲
جام جهانی بسکتبال مردان ۲۰۰۲، با نام رسمی مسابقات قهرمانی جهانی ۲۰۰۲ فیبا چهاردهمین دورهٔ مسابقات قهرمانی بسکتبال جهان بود که اکنون با عنوان جام جهانی بسکتبال فیبا شناخته می‌شود. این مسابقات جهانی بین‌المللی برای تیم‌های ملی بسکتبال مردان جهان، توسط فدراسیون بین‌المللی بسکتبال در ایندیاناپولیس، ایندیانا، ایالات متحده، از ۲۹ اوت تا ۸ سپتامبر ۲۰۰۲ برگزار شد.

## مرحلهٔ انتخابی
- کشور میزبان: ۱ سهمیه
- فیبا آسیا : ۱۴ تیم برای ۲ سهمیه با هم رقابت کردند.
- فیبا آفریقا : ۱۲ تیم برای ۲ سهمیه با هم رقابت کردند.
- فیبا آمریکا : ۱۰ تیم برای ۵ سهمیه با هم رقابت کردند.
- فیبا اروپا : ۱۶ تیم برای ۵ سهمیه با هم رقابت کردند.
- فیبا اقیانوسیه : ۲ تیم برای ۱ سهمیه با هم رقابت کردند.

### تیم‌های راه‌یافته
| رویداد                      | تعداد سهمیه | تیم‌های راه‌یافته                                 |
| --------------------------- | ----------- | ----------------------------------------------- |
| کشور میزبان                 | ۱           | ایالات متحده آمریکا                             |
| قهرمانی آسیا ۲۰۰۱           | ۲           | چین · لبنان                                     |
| قهرمانی فیبا آفریقا ۲۰۰۱    | ۲           | آنگولا · الجزایر                                |
| قهرمانی فیبا آمریکا ۲۰۰۱    | ۵           | آرژانتین · برزیل · کانادا · پورتوریکو · ونزوئلا |
| بسکت یورو ۲۰۰۱              | ۵           | یوگسلاوی · ترکیه · اسپانیا · آلمان · روسیه      |
| قهرمانی فیبا اقیانوسیه ۲۰۰۱ | ۱           | نیوزیلند                                        |
| جمع                         | ۱۶          |                                                 |

## گروه‌ها
| گروه A                         | گروه B                      | گروه C                                | گروه D                          |
| ------------------------------ | --------------------------- | ------------------------------------- | ------------------------------- |
| آنگولا کانادا اسپانیا یوگسلاوی | برزیل لبنان پورتوریکو ترکیه | الجزایر چین آلمان ایالات متحده آمریکا | آرژانتین نیوزیلند روسیه ونزوئلا |

## رده‌بندی نهایی
| رتبه | تیم                 | برد و باخت‌ها |
| ---- | ------------------- | ------------ |
| ۱    | یوگسلاوی            | ۷–۲          |
| ۲    | آرژانتین            | ۸–۱          |
| ۳    | آلمان               | ۶–۳          |
| ۴    | نیوزیلند            | ۴–۵          |
| ۵    | اسپانیا             | ۷–۲          |
| ۶    | ایالات متحده آمریکا | ۶–۳          |
| ۷    | پورتوریکو           | ۶–۳          |
| ۸    | برزیل               | ۴–۵          |
| ۹    | ترکیه               | ۴–۴          |
| ۱۰   | روسیه               | ۳–۵          |
| ۱۱   | آنگولا              | ۲–۶          |
| ۱۲   | چین                 | ۱–۷          |
| ۱۳   | کانادا              | ۲–۳          |
| ۱۴   | ونزوئلا             | ۱–۴          |
| ۱۵   | الجزایر             | ۱–۴          |
| ۱۶   | لبنان               | ۰–۵          |

## تیم منتخب بازیکنان مسابقات
| گارد                         | سنتر      | فوروارد                       |
| ---------------------------- | --------- | ----------------------------- |
| مانو جینوبیلی پژا استواکوویچ | یائو مینگ | دیرک نویتزکی - MVP پرو کامرون |

## امتیاز آورترین بازیکنان
اعداد نوشته‌شده، به میانگین امتیازات گرفته‌شده توسط هر بازیکن در هر بازی، اشاره دارد.
1. دیرک نویتسکی - ۲۴٫۰
2. ویکتور دیاز - ۲۲٫۰
3. یائو مینگ - ۲۱٫۰
4. مارسلو ماچادو - ۲۰٫۸
5. پال پیرس - ۱۹٫۷
6. پائو گاسول - ۱۹٫۱
7. لری آیوسو - ۱۸٫۷
8. پژا استوجکوویچ - ۱۸٫۷
9. فیل جونز - ۱۸٫۲
10. فادی الخطیب - ۱۷٫۶